# His Last Burglary
His Last Burglary é um filme mudo norte-americano de 1910 em curta-metragem, do gênero drama, dirigido por D. W. Griffith e escrito por Stanner E.V. Taylor.